# 马绍宏
马绍宏（9世纪—932年5月18日），後唐莊宗（李存勖）年间又作李绍宏，五代十国早期的权势宦官将领，早在莊宗為后唐前身晋国国王时就效力於他。

## 晋国时期
包括官修史书《旧五代史》和年表《资治通鉴》在内的传统史籍都没有提供马绍宏家世及他如何成为李存勖麾下宦官的细节，只提到他本姓马。当时的另一部官修史书《新五代史》也没有他的传，只在他的同僚张居翰的传最后简短地谴责性地提及了他。效力李存勖期间，他被赐国姓，故又名李绍宏。
天祐十五年（918年），李存勖手下受到高度重视的卢龙节度使周德威在李存勖讨伐晋国主要敌手后梁的战役中被杀。十六年（919年）正月，李存勖以堂兄李嗣昭暂代周德威，但三月，他认为将李嗣昭安排得远离其原来所在的昭义镇不明智，于是自己兼领卢龙，派李绍宏去卢龙提举军府事以代李嗣昭。十六年（919年），他和知岚州事的军官、李存勖姐夫孟知祥分别为时为晋王的李存勖麾下的河东、天雄中门使。李绍宏启程赴卢龙后不久，孟知祥辞去中门使，使得二人的副手中门副使郭崇韬成为了新的中门使。九月，李嗣昭被李绍宏所代。十七年（920年）春，幽州有百姓在田里得到金印，写着“关中龟印”，李绍宏献之于行台。十八年（921年）十二月，契丹太祖皇帝入侵晋国以帮助张处瑾领导的成德叛军，李绍宏在卢龙军部幽州防御契丹进攻。
李存勖准备建国置百官，李绍宏荐僧人萧希甫为魏州推官。

## 后唐时期

### 后唐莊宗时期
天祐二十年（923年），李存勖建立后唐，称帝，即莊宗皇帝。不久，他将李绍宏从卢龙召回，想任他为两位枢密使（中门使的改称）之一。但雄心勃勃的郭崇韬却不愿再居于李绍宏之下，推荐唐朝宦官张居翰和他一起任枢密使。李绍宏被任为宣徽使，因此恨郭崇韬。
莊宗养兄李嗣源成功突袭并夺取后梁的天平军后，莊宗对后梁的长期作战进入了关键时刻，两国在黄河边陷入大规模僵持——天平军在黄河以南，但后梁新占领了后唐的要塞、河北的卫州和黎阳，李嗣昭之子和继承人李继韬也反叛莊宗，新降后梁。那时，后唐军需不济，且谣传契丹即将大举进攻北疆。九月，李绍宏建议和后梁和谈：用天平军换回卫州和黎阳，两国以黄河为界。郭崇韬反对，认为这正是以天平军为消灭后梁的跳板的时机。莊宗同意郭崇韬，命李绍宏与豆卢革、租庸使张宪、兴唐尹王正言、张居翰等同守鄴城。不久从天平军发起对后梁都城大梁的突袭。十月，无防备的大梁被攻克，后梁皇帝朱瑱自杀，后梁灭亡。莊宗表扬郭崇韬和李嗣源的战功，说：“如果当初听了李绍宏等人的，大事就完了。”却没有贬谪或处罚李绍宏。
庄宗想以萧希甫知制诰，有诏定内宴枢密使是否坐宴，萧希甫以为不可，张居翰、李绍宏等因此切齿怒之，宰相豆卢革等也希旨排斥，萧希甫被改为驾部郎中。
卢龙节度使李存审病重想求医，请求除授李绍宏为幽州监军知州事，庄宗降诏谕之，不允其请。
同光二年（924年）正月，契丹真的攻打幽州了，莊宗正建都洛阳，五月，派天平军节度使李嗣源为北面行营都招讨使北上防御契丹进攻，陕州留后李绍真为副，李绍宏为招讨都监，为北面转运使。不久，契丹退军。
二月，李绍宏时为左监门卫将军、判内侍省，郭崇韬得知李绍宏恨他，为安抚他，设置了内勾使一职，掌三司财赋，让李绍宏担任。但李绍宏并不满足，白白增加了州县上报财赋的麻烦。郭崇韬也因掌军政大权遭多人记恨，试图辞去枢密使，让位李绍宏，但莊宗不许郭崇韬辞职。
四月，李绍宏在宣徽南院使、判内侍省、兼内局、特进、左监门将军同正、上柱国任上被任为右领军卫上将军，封陇西县开国男，食邑三百户，仍赐“推忠翊佐功臣”号。五月，传言契丹将犯河朔，李绍宏被任为招讨都监，随大军渡河而北。
判租庸卢质被租庸副使孔谦弹劾离任，李绍宏说：“邦计国本，时号怨府，非张宪不称职。”即日征魏州留守张宪代任租庸使。因孔谦、段徊进言，郭崇韬奏张宪留守魏州，征守户部尚书兴唐尹王正言为租庸使。
同光三年（925年）三月，试进士科者数十人，裴驿精选其文，仅得王彻等辈。有人对李绍宏进谗言：今年新进士不由才进，各有阿私，物议以为不可。李绍宏诉于郭崇韬，于是郭崇韬奏令卢质覆试。
八月，莊宗想大举进攻消灭后唐西南邻国前蜀，先询问李绍宏意见，问谁堪统军，李绍宏推荐谄事自己的原后梁将领李绍钦。郭崇韬反对，认为李绍钦是奸人、亡后梁之将，也以李嗣源需要防御契丹再次入寇为由反对李嗣源为帅。他推荐莊宗长子魏王李继岌统军。莊宗同意了，以李继岌为西川四面行营都统，以郭崇韬为东北面行营都招讨制置等使作为其副手，实际处理军事。十一月，灭蜀。闰十二月，正值两河大水，民不聊生，又有地震，国库不足，李绍宏建议庄宗幸汴州以便漕运。
但莊宗之妻、李继岌之母刘皇后开始怀疑郭崇韬计划谋反自取蜀地，命李继岌处死郭崇韬，天成元年（926年）正月，李继岌杀了郭崇韬。郭崇韬死后不久，莊宗又诛杀另一大将河中节度使、尚书令李继麟，郭、李之死造成了国内多起兵变，很多将领被怀疑和兵变者勾结。成德节度使兼中书令李嗣源常被谣言所波及，但李绍宏与他交好，保护他，故莊宗没有采取手段对付他。郭崇韬死后，二月，李绍宏在宣徽南院使、知内侍省兼内勾、特进、右领军卫上将军任上被任为骠骑大将军、守左武卫上将军、知内侍省，充枢密使。
很快，天雄军士兵皇甫暉煽動無法歸鄉的士兵們兵變，斬殺指揮使楊仁晸，自立為「天雄軍馬步都指揮使」，立偏將趙在禮為留守，攻下鄴都，是為鄴都之變，引起了莊宗很大的担忧。李绍宏再荐李绍钦率军对抗邺都变军，莊宗最初也同意了。但李绍钦从后梁故将中选取了很多将官后，莊宗对他生疑，取消了任命。在李绍宏和高官忠武节度使张全义等多名官员推荐下，莊宗派李嗣源前往。但李嗣源到邺都后，自家军队兵变，叛軍將他迎入邺都，立之為君，李嗣源和莊宗失去联络，又害怕被莊宗報復，决定接受变军拥戴，向南进军洛阳。莊宗准备从洛阳御駕親征，迎战李嗣源，三月，李绍宏与宰相豆卢革、韦说会于中兴殿廊下商议军机，奏请庄宗控制汜水，等待魏王西征军班师。当月，李绍宏与张居翰、供奉内使景进各献钱币数千以助赏军。但出師時，四月，郭崇韜的義姪郭從謙發動了興教門之變，莊宗被射杀。

### 莊宗死后
李嗣源随后到达洛阳，李绍宏、张居翰、豆卢革和韦说等多名高官、将领六军马步都虞候朱守殷、平卢节度使符习、武宁节度使李绍真、归德节度使李绍虔、泰宁节度使李绍英都试图说服李嗣源登基。李嗣源起初拒绝，最终同意，登基为明宗。明宗登基后，李绍宏请求复马姓。长兴三年（932年），卒。